# Rugogaster hydrolagi
Rugogaster hydrolagi är en plattmaskart som beskrevs av Schell 1973. Rugogaster hydrolagi ingår i släktet Rugogaster och familjen Rugogastridae. Inga underarter finns listade i Catalogue of Life.